# الکس یی
الکس یی (انگلیسی: Alex Yee؛ زادهٔ ۱۸ فوریهٔ ۱۹۹۸) ورزشکار سه‌گانه اهل بریتانیا است.